# Victor Hammerschlag
Victor Hammerschlag (* 17. Juni 1870 in Leipnik, Österreich-Ungarn; † 16. Mai 1943 im KZ Theresienstadt) war ein Arzt, Fachautor, bekennender Sozialdemokrat und  österreichischer Freimaurer.

## Leben
Hammerschlag war 1888 Mitbegründer der Studentenverbindung Wiener Akademisches Corps Marchia. Nach seinem Studium war er HNO-Facharzt am Wilhelminenspital in Wien und Universitätsprofessor an der Universität Wien. Er war seit dem 9. Februar 1913 Freimaurer und Mitglied der Loge Zukunft der Großloge von Wien. In den 1920er-Jahren war er deren Meister vom Stuhl. Als Universitätsprofessor war er Staatsangestellter und musste 1934 im Ständestaat aus der Freimaurerei austreten. Diesen Austritt machte er 1936 jedoch, sofort nach seiner Pensionierung, wieder rückgängig.
Neben vielen anderen Wiener Freimaurern war er Mitbegründer und aktiver Mitarbeiter zivilgesellschaftlicher Vereine, wie von der Bereitschaft oder der Österreichische Liga für Menschenrechte. Er war auch überzeugter Sozialdemokrat.
Sein Sohn war der Schriftsteller und Kabarettist Peter Hammerschlag. Das Interesse für Literatur war auch bei Victor Hammerschlag ausgeprägt, da er sich ab 1925 federführend und gemeinsam mit dem Schriftsteller Sigismund von Radecki (Homunculus) und anderen massiv dafür einsetzte, dass Karl Kraus den Nobelpreis für Literatur erhält. Man gewann dafür weltweit Unterstützer wie Karin Michaëlis oder Charles Andler und tatsächlich wurde Karl Kraus für die Jahre 1926, 1927 und 1928 nominiert.
Victor Hammerschlag wurde 1942 mit seiner Ehefrau Hedwig Hammerschlag, geb. Bunzl, ins KZ Theresienstadt deportiert. Beide wurden ermordet. Der Sohn Valentin konnte nach Argentinien entkommen, der andere Sohn Peter wurde im KZ Auschwitz ermordet.

## Publikationen (Auswahl)
- Therapie der Ohrenkrankheiten. Hölder, Wien (1903) (Medicinische Handbibliothek; 5).
- Zur Diagnose der funktionellen Erkrankungen des schallperzipierenden Apparates. In: Allgemeine Wiener medizinische Zeitung, Jg. 49 (1904), Nr. 45–46.
- Beitrag zur Frage der Vererbbarkeit der "Otosklerose". In: Monatsschrift für Ohrenheilkunde etc., 1906.
- Die hereditär-degenerative Innenohrerkrankung (Heredopathia acusitca) vom Standpunkt der Erbpathologie: zugleich ein Beitrag zur Lehre von der Polyallelie beim Menschen. In: Monatsschrift für Ohrenheilkunde und Laryngo-Rhinologie; 66 (1932), Heft 11/12, S. 1281–1295; 1503–1519.
- Über Polyallelie und über das Dominanzphänomen, 1. Mitteilung: Zugleich ein Beitrag zu Goldschmidts Theorie der Vererbung. In: Zeitschrift für die gesamte Anatomie: Abt. 2, Zeitschrift für Konstitutionslehre, Bd. 17 (1933), Heft 4, S. 394–417.
- Über Polyallelie und über das Dominanzphänomen, 2. Mitteilung: Die japanische Tanzmaus und die "Schüttel"Maus von Lord und Gates. In: Zeitschrift für die gesamte Anatomie: Abt. 2, Zeitschrift für Konstitutionslehre, Bd. 17 (1933), Heft 4, S. 419–427.

- Über Polyallelie und über das Dominanzphänomen, 3. Mitteilung: Über die verschiedenen Dominanzverhältnisse polyalleler Reihen, die absolute Dominanz und die Gewinnmutation. In: Zeitschrift für die gesamte Anatomie: Abt. 2, Zeitschrift für Konstitutionslehre, Bd. 17 (1933), Heft 6, S. 689–722.

- Über Polyallelie und über das Dominanzphänomen, 4. Mitteilung: Über den Phänotypus der Heterozygote, Belege für die Hypothese vom "Aufbrauch der Energiereserven" und über die "Prämutation". In: Zeitschrift für die gesamte Anatomie: Abt. 2, Zeitschrift für Konstitutionslehre, Bd. 17 (1933), Heft 6, S. 724–739.

- Einführung in die Kenntnis einfacherer Mendelistischer Vorgänge. Erläutert an dem Erbgang der hereditären Innenohrerkrankung. Perles, Wien 1934.
- Kritische Betrachtungen zum Evolutionsproblem, 1. Mitteilung: Über "Dominanz" im erbbiologischen Sprachgebrauch und in der Wirklichkeit. In:  Zeitschrift für die gesamte Anatomie: Abt. 2, Zeitschrift für Konstitutionslehre, Bd. 18 (1934), Heft 2, S. 135–147.
- Kritische Betrachtungen zum Evolutionsproblem, 2. Mitteilung: Über das phylogenetische Alter der Gewinn- und Verlustmutationen und über deren gesetzhaftes Verhalten zu "Dominanz" und "Recessivität". In: Zeitschrift für die gesamte Anatomie: Abt. 2: Zeitschrift für Konstitutionslehre, Bd. 18. (1934), Heft 3, S. 216.